# Olympische Winterspiele 1984/Teilnehmer (Senegal)
| Gelbes Symbol für Goldmedaillen mit stilisierten Olympischen Ringen | Graues Symbol für Silbermedaillen mit stilisierten Olympischen Ringen | Braundes Symbol für Bronzemedaillen mit stilisierten Olympischen Ringen |
| ------------------------------------------------------------------- | --------------------------------------------------------------------- | ----------------------------------------------------------------------- |
| —                                                                   | —                                                                     | —                                                                       |

Der Senegal nahm bei den XIV. Olympischen Winterspielen 1984 in Sarajevo zum ersten Mal an Winterspielen teil. Einziger Starter war der alpine Skifahrer Lamine Guèye.

## Teilnehmer nach Sportarten

### Ski Alpin
- Lamine Guèye
Männer, Abfahrt → 51. (1:59,64 min)
Männer, Riesenslalom → 57. (3:28,67 min)
Männer, Slalom → nicht angetreten